# 金原亭馬吉
金原亭 馬吉（きんげんてい うまきち）は、落語家の名跡。
- 金原亭馬吉 - 現：金原亭小馬生
- 金原亭馬吉 - 本項にて記述

金原亭 馬吉（きんげんてい うまきち、1995年8月7日 - ）は、落語家。落語協会所属の二ツ目。本名∶石原 盛夏。
端唄の名取は根岸 禮駒（ねぎし れいこま）。諸芸懇話会会員。

## 経歴
千葉県成田市出身。市川中学校・高等学校卒業、明治大学文学部演劇学専攻を経て、2020年に、同大の大学院文学研究科演劇学専攻修了。明治大学落語研究会に所属し、落語とともに三味線漫談も演じていた。当時の芸名は初代駿河亭悠語楼。
中学・高校時代に寄席通いをする中で邦楽の魅力を知り、三味線を習い始める。大学入学後の2014年9月に端唄根岸流に入門。また、早稲田大学長唄研究会にも所属していたほか、清元節も経験している。
大学4年次の2017年12月、根岸流の師範名取「根岸禮駒」の芸名を取得し、翌2018年3月4日の例会「根岸会」でお披露目される。
大学院進学後の2018年9月、十一代目金原亭馬生に入門。2020年2月1日、春風亭貫いち、古今亭松ぼっくり、入船亭辰ぢろと共に前座となる。前座名は兄弟子金原亭小馬生の前座名でもある「駒介」を名乗る。
2024年11月1日、春風亭貫いち、古今亭松ぼっくり改メ 古今亭陽々、入船亭辰ぢろ改メ 入船亭扇兆と共に二ツ目に昇進し「金原亭馬吉」に改名した。

## 人物
血液型はAB型。高校時代にアンサーアンサーをやりこみ、大学入学後にクイズ研究会で早押しクイズを始める 。2015年に開催された千葉新世代クイズ王No.1決定戦で優勝したほか、  abc the13th・14thで連続してペーパー通過を経験。
『東都寄席演芸家名鑑２』の「なにかひとこと」欄においては、歌舞伎、2.5次元ミュージカルといった演劇鑑賞についても趣味として挙げている。

## 芸歴
- 2014年9月  -  端唄根岸流に入門。
- 2017年12月  -  神田明神で名取式を行う [10]。
- 2018年
  - 3月 - 例会「根岸会」でお披露目される。
  - 9月 - 十一代目金原亭馬生に入門。
- 2020年2月 - 前座となる、前座名「駒介」。
- 2024年11月 - 二ツ目に昇進、「馬吉」となる。